# Mîhailivka, Oleksandria
Mîhailivka (în ucraineană Михайлівка) este localitatea de reședință a comunei Mîhailivka din raionul Oleksandria, regiunea Kirovohrad, Ucraina.

## Demografie
Componența lingvistică a localității Mîhailivka
     Ucraineană (94,08%)
     Rusă (2,8%)
     Alte limbi (0,62%)
Conform recensământului din 2001, majoritatea populației localității Mîhailivka era vorbitoare de ucraineană (94,08%), existând în minoritate și vorbitori de rusă (2,8%).